# Eriococcus papillosus
Eriococcus papillosus är en insektsart som beskrevs av Morrison 1924. Eriococcus papillosus ingår i släktet Eriococcus och familjen filtsköldlöss. Inga underarter finns listade i Catalogue of Life.